# Prix Pétrarque de l'essai
Le prix Pétrarque de l'essai récompense chaque année un essai publié durant l'année en cours, écrit par un auteur de langue française et « qui éclaire d'une lumière inédite les enjeux démocratiques contemporains ». Créé en 2012, il est organisé par France Culture et Le Monde.

## Liste des lauréats
- 2012 : Luc Boltanski, Énigmes et complots[2].
- 2013 : Gilles Kepel, Passion arabe (Gallimard)[2].
- 2014 : Thomas Piketty, Le Capital au XXIe siècle[2].
- 2015 : Beate Klarsfeld et Serge Klarsfeld, Mémoires[2].
- 2016 : Michèle Riot-Sarcey, Le procès de la liberté. Une histoire souterraine du XIXe siècle en France[2].
- 2017 : Nathalie Heinich, Des valeurs. Une approche sociologique.
- 2018 : Jean-Pierre Le Goff,  La France d’hier. Récit d’un monde adolescent. Des années 1950 à mai 68[3]
- 2019 : Julia Cagé, Le prix de la démocratie[4].
- 2020 : Joëlle Zask, Quand la forêt brûle: penser la nouvelle catastrophe écologique[5].